# アンドロメダ座15番星
アンドロメダ座15番星（アンドロメダざ15ばんせい、15 Andromedae、15 And）は、アンドロメダ座の恒星である。「アンドロメダ座15番星」という名称は、フラムスティード番号によるもので、アンドロメダ座V340星という変光星名も付与されている。見かけの等級は5.56で、肉眼等級ではあるがだいぶ暗い。年周視差を基に計算すると、太陽系から約252光年の距離にあるとみられる。

## 特徴
アンドロメダ座15番星は、1980年代に変光星である可能性と、うしかい座λ型星である可能性が、相次いで指摘された。その後、観測が進むと、うしかい座λ型星であることも、変光星であることも確かめられた。
うしかい座λ型星の主な特徴は、金属量が少なく、自転速度が典型的には100km/s以上の早期A型星ということである。アンドロメダ座15番星は、鉄、マグネシウム、チタン、クロム、バリウムといった金属元素の水素を基準とした相対量が、太陽のそれと比較して6倍程低い金属欠乏星である。自転速度は約100km/s、スペクトル型は、A1 Vaの特に明るいA型主系列星とみられるが、A1 IIIのA型巨星、もしくは成分ごとに細かく分類したkA1hA3mA0.5 Va+とされることもある。いずれにせよ、うしかい座λ型の条件には当てはまる。
アンドロメダ座15番星の変光は、発見された当初は周期が63分、振幅が6.6ミリ等級とされたが、その後、周期が複数あることがわかり、周期58.1分で振幅が1.9ミリ等級の変光と、周期64.7分で振幅が0.6ミリ等級の変光の重ね合わせであると推定されている。変光星としては、たて座δ型変光星 (DSCT) の中でも変光振幅が小さい（概ね0.1等級未満）、DSCTC型に分類されている。
アンドロメダ座15番星は、年齢がおよそ4億5000万年、質量、半径はいずれも太陽の2倍を超える程度とみられ、表面温度はおよそ8,700Kと見積もられている。
アンドロメダ座15番星には、遠赤外線の複数の波長で赤外超過が検出されており、星の周りに残骸円盤が存在すると考えられる。ハーシェル宇宙天文台による観測から、低温の星周塵は、温度が88K程度で、半径57au程度に広がっていると予想されている。